# Maleczewo
Maleczewo (deutsch Malleczewen, 1938 bis 1945 Maletten) ist ein Dorf in der polnischen Woiwodschaft Ermland-Masuren, das zur Gmina Ełk (Landgemeinde Lyck) im Powiat Ełcki (Kreis Lyck) gehört.

## Geographische Lage
Maleczewo liegt im Südosten der Woiwodschaft Ermland-Masuren, sechs Kilometer südwestlich der Kreisstadt Ełk (Lyck).

## Namen
- nach 1785 Malletzewen,
- nach 1818 Malecewen
- vor 1938 Malleczewen
- 1938–1945 Maletten
- ab ca. 1947 Maleczewo.

## Geschichte
Der Ort wurde im Jahre 1556 gegründet und bestand ursprünglich wahrscheinlich nur aus einem Hof. 1752 wirkte dort Mateusz Krajewski (Matthäus Krajewsky) als Orgelbauer und von 1760 bis 1765 oder 1775 Johann Christoph Ungefug.
Im Jahr 1874 wurde der Ort in den neu errichteten Amtsbezirk Lyck-Land im Regierungsbezirk Gumbinnen (ab 1905: Regierungsbezirk Allenstein) in der preußischen Provinz Ostpreußen eingegliedert
Im Jahr 1905 hatte Malleczewen 124 Einwohner, im Jahr 1910 waren es 117.
Am 30. September 1928 wurde Malleczewen in die Nachbargemeinde Barannen (1938 bis 1945: Keipern, polnisch Barany) eingegliedert.
Am 3. Juni 1938 wurde es aus politisch-ideologischen Gründen der Abwehr fremdländisch klingender Ortsnamen in „Maletten“ umbenannt.
In Kriegsfolge kam das Dorf 1945 mit dem gesamten südlichen Ostpreußen zu Polen und erhielt die polnische Namensform „Maleczewo“. Heute ist es Sitz eines Schulzenamtes (polnisch Sołectwo) und eine Ortschaft im Verbund der Gmina Ełk (Landgemeinde Lyck) im Powiat Ełcki (Kreis Lyck), vor 1998 der Woiwodschaft Suwałki, seither der Woiwodschaft Ermland-Masuren zugehörig.

## Religionen
Vor 1945 war Malleczewen in die evangelische Pfarrkirche Lyck in der Kirchenprovinz Ostpreußen der Kirche der Altpreußischen Union sowie in die römisch-katholische Kirche St. Adalbert in Lyck im Bistum Ermland eingepfarrt.
Heute gehört Maleczewo evangelischerseits weiterhin zu Ełk, deren Kirchengemeinde jetzt eine Filialgemeinde der Pfarrei in Pisz (deutsch Johannisburg) in der Diözese Masuren der Evangelisch-Augsburgischen Kirche in Polen ist. Katholischerseits ist Maleczewo jetzt nach Nowa Wieś Ełcka (Neuendorf) orientiert, wo sich eine eigene Pfarrei etabliert hat, die zum Bistum Ełk der Römisch-katholischen Kirche in Polen gehört.

## Söhne und Töchter des Ortes
- Hermann Reck (1847–1931), deutscher Gutsbesitzer und Politiker
- Friedrich Reck-Malleczewen (* 11. August 1884 in Malleczewen; † 1945 im KZ-Dachau), deutscher Schriftsteller, Arzt und NS-Widerstandskämpfer
- Antoni Zajkowski (* 5. August 1948 in Maleczewo), polnischer Judoka, Olympiateilnehmer

## Verkehr
Maleczewo liegt an der Nebenstraße 1925N, die Nowa Wieś Ełcka (Neuendorf) mit Szarejki (Sareyken, 1938 bis 1945 Sareiken) verbindet. Außerdem führt ein Landweg von der Nachbargemeinde Barany (Barannen, 1938 bis 1945 Keipern) nach hier.
Die nächste Bahnstation ist Nowa Wieś Ełcka an der Bahnstrecke Olsztyn–Ełk.